# The Best of Both Worlds (canção)
"The Best of Both Worlds" é uma canção pop da cantora, compositora e atriz Miley Cyrus como Hannah Montana — a alter ego de Miley Stewart — personagem que ela desempenha no canal americano Disney Channel, na série de televisão Hannah Montana. Foi lançada como single da trilha sonora da série no dia 28 de Março de 2006. "The Best of Both Worlds" é o tema musical da série, e na terceira temporada, ganhou a versão The 2009 Movie Mix, um remix da canção que é usado como o tema desde então. Uma versão ao vivo está disponível no álbum Hannah Montana & Miley Cyrus Show: O Melhor dos Dois Mundos (2008), e uma versão karaokê está inclusa no álbum karaokê da trilha, e o The 2009 Movie Mix é apresentado na trilha de Hannah Montana: O Filme (2009). A canção tem elementos de bubblegum pop e pop rock. Liricamente, é uma "vitrine explícita" da vida dupla vivida por Miley Stewart.
"The Best of Both Worlds" é considerada uma das canções assinatura de Cyrus, sendo esta que a introduziu a indústria da música. A canção recebeu alguns elogios da crítica, que observou que a canção foi bem escrita, mas que o conceito era "estranho". "The Best of Both Worlds" alcançou o #92 na Billboard Hot 100, e alcançou sucesso comercial a nível internacional. A canção chegou ao topo no Irish Singles Chart, em #17. Um vídeo promocional para a canção foi feito na gravação de um concerto. Cyrus promoveu a música com performances em vários locais, inclusive sendo o ato de abertura da turnê das The Cheetah Girls, The Party's Just Begun Tour, e como o número final em sua própria turnê de estréia, que leva o mesmo nome da canção. As performances na turnê dela foram descaracterizadas da personagem, mas, quando ela cantou a música na televisão, ela fez em caráter de Hannah Montana.

## Composição e recepção crítica
"The Best of Both Worlds" é uma canção teen pop, que usa fortes guitarras elétricas, ritmo para cima e backing vocals. As influências de gênero vem do dance, do rock e da música country. Ela é definida em tempo comum, com a rapidez moderada de 130 beats por minuto.  A canção é escrita no tom de dó maior. Os vocais de Cyrus se expandem de lá3, para ré5. A canção tem as seguintes evoluções: dó5—sol5—ré5—fá5.
A canção foi escrita por Matthew Gerrard e Robbie Nevil. A dupla escreveu outras três canções de Hannah Montana, e continua escrevendo canções para a franquia, incluindo "Nobody's Perfect" e "Ice Cream Freeze (Let's Chill)". Liricamente, a canção é uma das três (além de "Just Like You" e "The Other Side of Me"), que alude expressamente a vida dupla de Stewart como Montana: Uma adolescente normal que veio de Nashville, Tennessee para a Califórnia, e vive normalmente de dia e vira uma popstar à noite. Na canção, Cyrus fala sobre as vantagens e as desvantagens de suas "duas vidas", com direito a referências a Orlando Bloom, shows, amizades e premieres de filmes.
A canção geralmente recebeu críticas positivas dos críticos musicais. Heather Phares, do Allmusic, descreveu a canção como sendo "uma composição mais acentuada do que a maioria", e "uma das melhores faixas da trilha sonora de Hannah Montana". Chris Willman, do Entertainment Weekly, comparou-a com os estilos musicais de Avril Lavigne, Ashlee Simpson e Britney Spears. Willman However, afirmou que o conceito de "The Best of Both Worlds" foi "uma fantasia agradável para Brangelina, mas um jeito estranho de puxar as meninas".

## Apresentações ao vivo

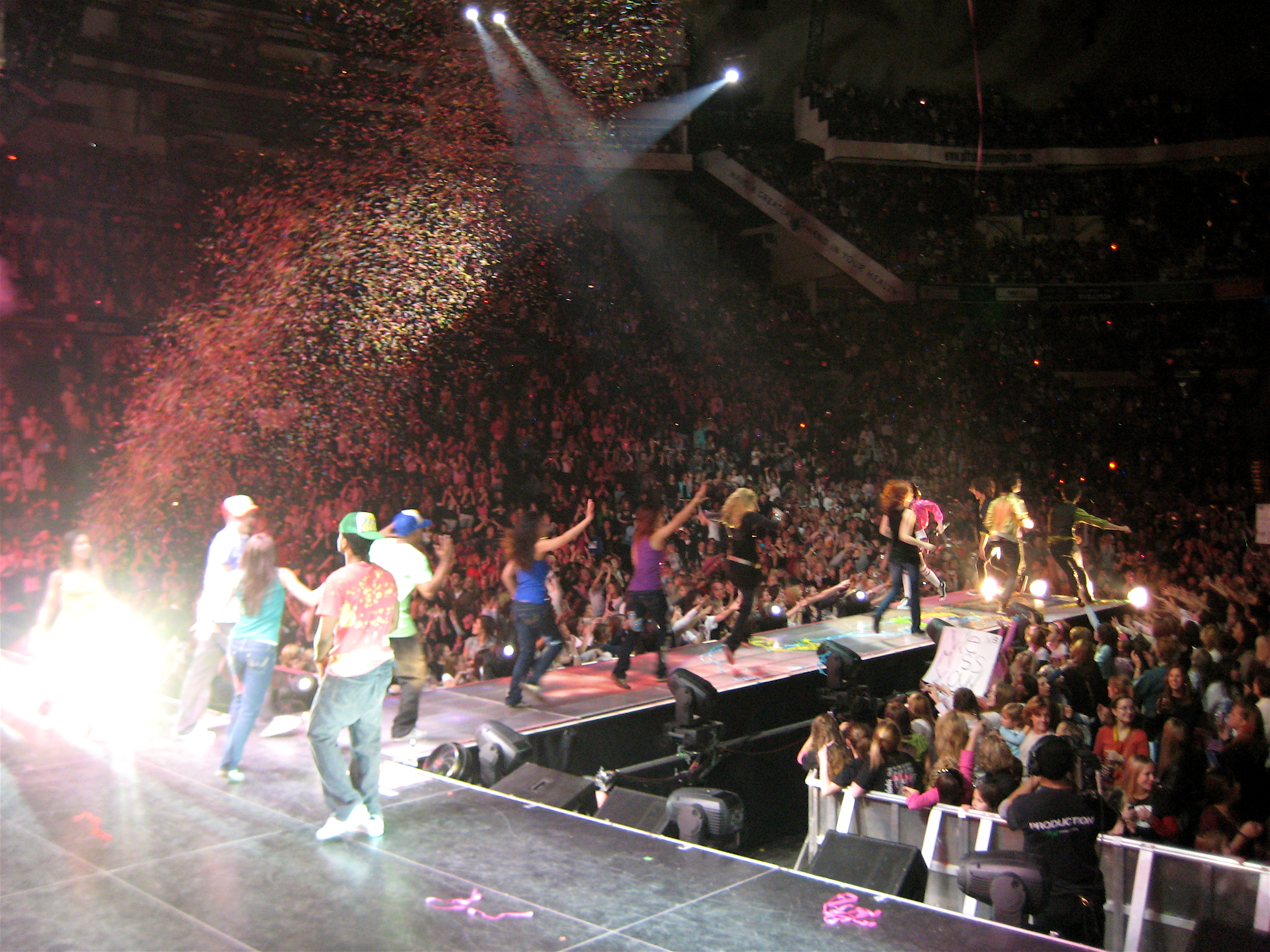
Performance da canção durante a Best of Both Worlds Tour, em 2008.

Cyrus muitas vezes vestiu-se como a personagem Hannah Montana enquanto cantava "The Best of Both Worlds" em shows e aparições na televisão, que eram apenas promocionais. Na gravação do concerto que promoveu a primeira temporada de Hannah Montana, ela vestiu botas, jeans, blusa com lantejoulas rosas, jaqueta caqui e peruca loira, para fazer a performance desta e de outras cinco canções. Ela também performou uma coreografia complexa e atuou de acordo com a letra da música e com os dançarinos de fundo. Essa performance estreou no Disney Channel, como o vídeo promocional para a música e para a série. Em 23 de Junho de 2006, Cyrus cantou a música no Disney's Typhoon Lagoon. Ela também cantou a música em vinte datas, quando ela abriu os shows para as The Cheetah Girls, em 2006, durante a The Party's Just Begun Tour. No dia 23 de Outubro de 2006, executou-a no Good Morning America, e no dia seguinte, no Live with Regis and Kelly. No mês seguinte, ela executou no Macy's Thanksgiving Day Parade de 2006.
No dia 28 de Março de 2007, Cyrus apareceu como Hannah Montana e cantou a música no show especial Hannah Montana: Live in London, na Koko. O evento foi televisionado em vários Disney Channels internacionais. No dia 20 de Dezembro de 2007, Cyrus cantou a música como ela mesma no The Oprah Winfrey Show. "The Best of Both Worlds" foi executada mais tarde como número de encerramento da primeiro turnê de Cyrus, a Best of Both Worlds Tour. Ela cantou a música vestida como ela mesma, com uma roupa toda rosa, um top, mini-saia xadrez, tênis e uma jaqueta. Mais recentemente, ela interpretou o remix "The Best of Both Worlds: The 2009 Movie Mix", na trilha sonora de Hannah Montana: O Filme, junto com outras oito músicas, na gravação do concerto para a terceira temporada deHannah Montana; O concerto foi realizado no dia 10 de Outubro de 2008 em Irvine, na Califórnia, no Verizon Wireless Amphitheatre.

## Listas de faixas
| - US/EU Digital Single 1. "The Best of Both Worlds" - 2:54 - US/EU CD Single 1. "The Best of Both Worlds" - 2:54 2. "If We Were a Movie" - 3:03 | - FR CD Single 1. "The Best of Both Worlds" (French Version) - 2:54 - UK EP Digital Download 1. "The Best of Both Worlds" - 2:54 2. "If We Were a Movie" - 3:03 3. "The Best of Both Worlds" (Daniel Canary Remix) - 2:36 |

## Desempenho nas tabelas musicais
A canção foi pouco tocada nas rádios, devido ela ter sido liberada apenas para a Radio Disney, e não para as outras estações. A canção estreou em #64 na Hot Digital Songs da Billboard, o que levou a uma aparição na Billboard Hot 100 no fim da semana que terminou no dia 12 de Agosto de 2006. Ela estreou em #92 no Hot 100, e permaneceu na parada por duas semanas. Na mesma semana de sua entrada no Hot 100, a canção alcançou o número #71 na Pop 100 e só caiu nos charts na semana seguinte.
"The Best of Both Worlds" alcançou posições de maior pico gráfico na Europa. Na semana que terminou no dia 22 de Fevereiro de 2007, a canção estreou em #17 na Irish Singles Chart, e caiu nos charts na semana seguinte. A canção estreou em #43 no UK Singles Chart, datado de 3 de Março de 2007, e passou uma semana nos charts. Tornou-se o pico mais alto alcançado por Cyrus com um single no Reino Unido, entre os creditados a Hannah Montana. Em 2008, no German Singles Chart, estreou em #71 e subiu para #66. Ela permaneceu por um total de 7 semanas nos charts.
| Tabela (2006 - 2008)   | Melhor Posição |
| ---------------------- | -------------- |
| German Singles Chart   | 66             |
| Irish Singles Chart    | 17             |
| UK Singles Chart       | 43             |
| U.S. Billboard Hot 100 | 92             |
| U.S. Pop 100           | 71             |